# Ich hatte viel Bekümmernis, BWV 21

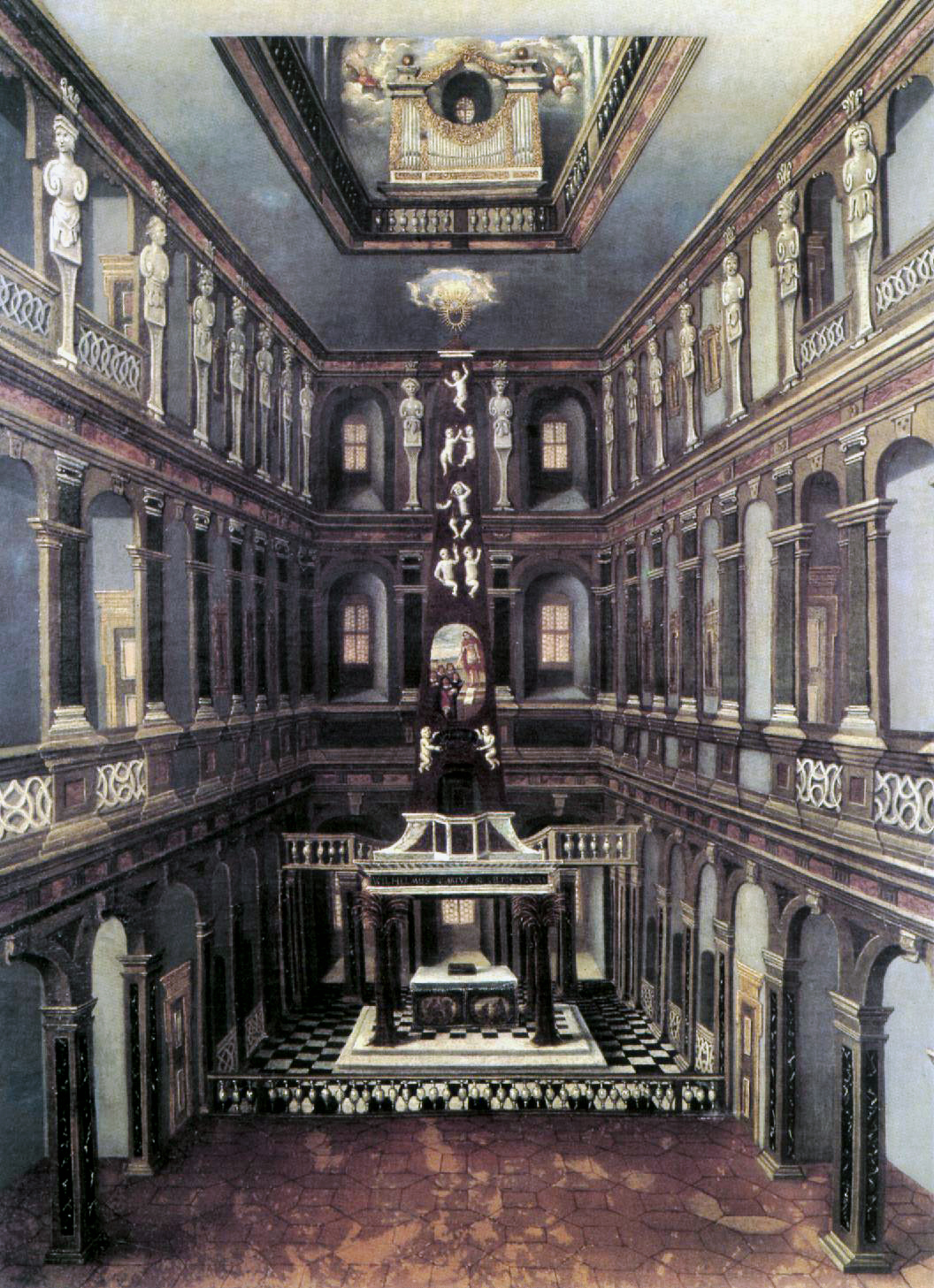
Schlosskirche, Weimar.

Ich hatte viel Bekümmernis, BWV 21 (Gran angustia tuve en mi corazón) es una cantata de iglesia escrita por Johann Sebastian Bach en Weimar en 1713 para el tercer domingo después de la Trinidad y fue estrenada después de una revisión el 17 de junio de 1714.

## Historia
Bach escribió esta obra para el tercer domingo después de la Trinidad. La primera interpretación de la cantata tuvo lugar el 17 de junio de 1714. Una revisión posterior tuvo lugar en el periodo en Köthen, concretamente en 1720, también se cree que hubo un interpretación hacia 1722. En Leipzig se interpretó el 13 de junio de 1723 y una última revisión se llevó a cabo en Leipzig en 1731. En su propio catálogo de obras Bach anota e per ogni tempo, indicando que la cantata podría ser adecuada para cualquier ocasión, puesto que las lecturas y los textos son bastante genéricos.

## Análisis

### Texto
Las lecturas establecidas para ese día eran de la Primera epístola de Pedro, "Echad vuestra carga sobre el Señor" (1 Pedro 5:6-11), y del Evangelio de Lucas, la parábola de la oveja perdida y la parábola de la moneda perdida (Lucas 15:1-10).
El texto de la cantata se inspira en la labor de varios autores, a saber:
- Salmos 94:19 (movimiento 2)
- probablemente de Salomo Franck (movimientos 3–5)
- Salmos 42:5 (movimiento 6)
- probablemente de Salomo Franck (movimientos 7–8)
- Salmos 116:7 (movimiento 9)
- probablemente de Salomo Franck (movimiento 10)
- Apocalipsis 5:12-13 (movimiento 11)

El tema del coral "Wer nur den lieben Gott läßt walten" fue escrito por Georg Neumark en su obra Fortgepflantzter Musikalisch-Poetischer Lustwald publicada en Jena en 1657. En la cantata aparecen temas de profundo sufrimiento, dolor y lamento, que dominan la música en la primera parte de la cantata, empezando por la sinfonía con oboe y violín solistas. Un motivo suspirante ilustra una tormenta de lágrimas y la inundación evocadas por el afloramiento de la música refleja el sentimiento oscuro y opresivo. En la segunda parte de la cantata, cambia la atmósfera: con la confianza de los pecadores en la gracia de Dios, el estado de ánimo se transforma en alegría, constituyendo el movimiento final un firme himno de alabanza.

### Instrumentación
La obra está escrita para tres solistas vocales (soprano, tenor y bajo) y un coro a cuatro voces; tres trompetas, timbales, cuatro trombones, oboe, dos violines, viola y bajo continuo (fagotto y órgano se indican de forma explícita).

### Estructura
Consta de once movimientos, organizados en dos partes, que está concebidas para ser interpretadas antes y después del sermón respectivamente.
Parte 1
1. Sinfonía
2. Coro: Ich hatte viel Bekümmernis in meinem Herzen
3. Aria (soprano): Seufzer, Tränen, Kummer, Not
4. Recitativo (tenor): Wie hast du dich, mein Gott
5. Aria (tenor): Bäche von gesalznen Zähren
6. Coro: Was betrübst du dich

Parte 2
1. Recitativo (Dialogus soprano, bajo): Ach Jesu, meine Ruh
2. Aria (soprano, bajo): Komm, mein Jesu, und erquicke/Ja, ich komme und erquicke
3. Coro: Sei nun wieder zufrieden, meine Seele
4. Aria (tenor): Erfreue dich, Seele, erfreue dich, Herze
5. Coro: Das Lamm, das erwürget ist

La obra se abre con una sinfonía similar a la de la cantata Weinen, Klagen, Sorgen, Zagen, BWV 12, posiblemente el movimiento lento de un concierto para oboe y violín. La música de esta cantata sigue el estilo del motete en los movimientos corales. Los textos bíblicos se emplean de manera prominente. Son abordados en los movimientos corales, a diferencia de otras cantatas del período de Weimar, en las que fueron generalmente compuestos en forma de recitativos. Al igual que en otras cantatas de la época, las ideas se expresan en forma de diálogo: en los movimientos 7 y 8 la soprano representa al Seele (alma), el bajo a la vox Christi o Jesús. El estilo de la poesía apunta a Salomo Franck como el autor, igual que en la cantata Erschallet, ihr Lieder, erklinget, ihr Saiten!, BWV 172. El movimiento 9 para coro combina los textos bíblicos con los versos 2 y 5 del coral "Wer nur den lieben Gott lässt walten", el único coral de la cantata. Posiblemente la cantata originalmente terminaba con ese movimiento. En una interpretación en Leipzig Bach tuvo a su disposición cuatro trombones para doblar las voces solamente en este movimiento.

## Discografía selecta
De esta pieza se han realizado una serie de grabaciones entre las que destacan las siguientes.
- 1947 – J.S. Bach: Kantaten BWV 21, 110 (Ramin Edition Vol. 1). Günther Ramin, Thomanerchor, Gewandhausorchester, niño solista del Thomanerchor, Elisabeth Meinel-Asbahr, Gert Lutze, Friedrich Härtel, Diethard Hellmann (Fidelio)
- 1950 – J.S. Bach: Cantata BWV 21. Jonathan Sternberg, Wiener Kammerchor, Wiener Symphoniker, Rosl Schwaiger, Hugues Cuénod, Alois Pernerstorfer (Bach Guild)
- 1952 – J.S. Bach: Cantata BWV 21. Fritz Lehmann, Berliner Motettenchor, Berliner Philharmoniker, Gunthild Weber, Helmut Krebs, Hermann Schey (DG)
- 1955 – J.S. Bach: Cantata BWV 21. Marcel Couraud, Stuttgarter Chor & Orchester, Friederike Sailer, Fritz Wunderlich, Robert Titze (Les Discophiles)
- 1950s – J.S. Bach: Cantata BWV 21. Jonathan Sternberg, coro del Konservatorium Wien, Wiener Staatsoper-Orchester, Teresa Stich-Randall, Nathalie Narischkine, Helmut Loeffler (actualmente Waldemar Kmentt), Paul Schöffler (Le Club Francaix du Disque)
- 1962 – Les Grandes Cantates de J.S. Bach Vol. 11. Fritz Werner, Heinrich-Schütz-Chor Heilbronn, Pforzheim Chamber Orchestra, Edith Selig, Georg Jelden, Erich Wenk (Erato)
- 1969 – Bach Cantatas Vol. 3. Karl Richter, Münchener Bach-Chor, Münchener Bach-Orchester, Edith Mathis, Ernst Haefliger, Dietrich Fischer-Dieskau (Archiv Produktion)
- 1970 – J.S. Bach: Kantate No. 21. Helmuth Rilling, Gächinger Kantorei, Bach-Collegium Stuttgart, Nancy Burns, Friedrich Melzer, Günter Reich (Supraphon)
- 1973 – J.S. Bach: Das Kantatenwerk Vol. 2. Nikolaus Harnoncourt, Wiener Sängerknaben, Chorus Viennensis, Concentus Musicus Wien, niño solista del Wiener Sängerknaben, Kurt Equiluz, Walker Wyatt (Teldec)
- 1976 – Die Bach Kantate Vol. 14. Helmuth Rilling, Indiana University Chamber Singers, Bach-Collegium Stuttgart, Arleen Augér, Adalbert Kraus, Wolfgang Schöne (Hänssler)
- 1983 – Bach Made in Germany Vol. 4: Cantatas IV. Hans-Joachim Rotzsch, Thomanerchor, Neues Bachisches Collegium Musicum, Arleen Augér, Peter Schreier, Siegfried Lorenz (Eterna)
- 1983 – J.S. Bach: Magnificat BWV 243 · Cantata BWV 21. Sigiswald Kuijken, Nederlands Kamerkoor, La Petite Bande, Greta de Reyghere, Christoph Prégardien, Peter Lika (Virgin Classics)
- 1990 – J.S. Bach: Ich hatte viel Bekümmernis. Philippe Herreweghe, Collegium Vocale Gent, La Chapelle Royale, Barbara Schlick, Howard Crook, Peter Harvey (Harmonia Mundi)
- 1991 – J.S. Bach: Cantatas BWV 21 & BWV 5. Jacques Vanherenthals, Chapelle des Minimes, Diane Verdoodt, Dina Grossberger, Ludwig Van Gijsegem, Dirk Snellings (La Chapelle des Minimes Français)
- 1994 – J.S. Bach: Complete Cantatas Vol. 1. Ton Koopman, Amsterdam Baroque Orchestra & Choir, Barbara Schlick, Guy de Mey, Klaus Mertens (Antoine Marchand)
- 1997 – J.S. Bach: Cantatas Vol. 6. Masaaki Suzuki, Bach Collegium Japan, Monika Frimmer, Gerd Türk, Peter Kooy (BIS)